# Melanchra bicolor
Melanchra bicolor là một loài bướm đêm trong họ Noctuidae.